# أهريمان
أهريمان هو إله الشر في الديانة الزراداشتيين وهو بمثابة الشيطان في الديانات الأخرى وَيُسمى أنغرا ماينو بلغة الأفستا، ويقابله أهورامزدا إله الخير والمحبة.

## أهريمان في الزورانية
الزورانية ومعروفة أيضا بأسم الزورفانية هي أحد الفروع المندثرة من الديانة الزرادشتية.وتعتبر من اهم طوائف زرادشتية, تؤمن هذه الفئة من الزرادشتية بلاهوت زورفان، بحيث تتفق مع الزرادشتية عموما بـ«المبدأ الأول» (الإله الخالق الأساسي) الذي أوجدت منه كل الأشياء، لكن يقولون بأن زوران هو خالق التوأمة الروحية لأهورا مازدا وأهريمان .
في بعض الروايات الزورانية، ورد أن زورفان كان له زوجة وأنجب أطفالاً منهم أهورا مزدا وأهريمان ، وفي وقت لاحق، تزوج أهورا مزدا أمه وأنجب منها أطفالاً، بما في ذلك الشمس والكلاب والخنازير والحمير والماشية

## الأشياء التي خلقها أهريمان
في الافتسا في قسم ياسنا بفصل 9 يذكر بان حرارة وبرد و الشيخوخة والموت وحسد من خلق الشيطان ( أهريمان 

## تأثير الإسلام على مكانة أهريمان
وصف مانيكجي نوسروانجي دهالا كاهنًا زرادشتيً باكستانيً وعالمً ديني, عقيدة طائفة الكيومرثية بأنها محاولة أخرى للتخفيف من الثنائية التي لطالما شكّلت جوهر الزرادشتية. ويرجع ذلك إلى تأكيد النبي محمد على التوحيد واستهزاء المسلمين بعقيدة عبادة إلهين، مما جعل الزرادشتيين يعتبرون الثنائية عيبًا، فأضافوا إليها التوحيد، مما أدى إلى انقسام الزرادشتيين إلى فرق. ويذكر أمثلة على محاولة الزرادشتيين ترسيخ عقيدة توحيدية من خلال التقليل من أهمية أهريمان، منها أن أهورامزدا وأهريمان مخلوقان من الزمان، أو أن أهورامزدا نفسه أجاز وجود الشر، أو أن أهريمان كان ملاكًا فاسدًا ثار على أهورامزدا. ثم يذكر اسم كتاب فارسي من القرن 15 يذكر أن المجوس (الزرادشتيين) يعتقدون أن الله وإبليس أخوان